# Blue Mounds
Blue Mounds es una villa ubicada en el condado de Dane en el estado estadounidense de Wisconsin. En el Censo de 2010 tenía una población de 855 habitantes y una densidad poblacional de 361,57 personas por km².

## Geografía
Blue Mounds se encuentra ubicada en las coordenadas 43°1′3″N 89°49′36″O / 43.01750, -89.82667. Según la Oficina del Censo de los Estados Unidos, Blue Mounds tiene una superficie total de 2.36 km², de la cual 2,36 km² corresponden a tierra firme y (0 %) 0 km² es agua.

## Demografía
Según el censo de 2010, había 855 personas residiendo en Blue Mounds. La densidad de población era de 361,57 hab./km². De los 855 habitantes, Blue Mounds estaba compuesto por el 97,78 % blancos, el 0,12 % eran afroamericanos, el 0,35 % eran amerindios, el 0,47 % eran asiáticos, el 0,47 % eran de otras razas y el 0,82 % eran de una mezcla de razas. Del total de la población el 1,29 % eran hispanos o latinos de cualquier raza.